# Glockengiebel

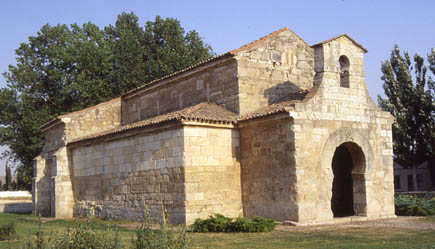
Einfacher barocker Glockengiebel (espadaña) über dem Vorraum der westgotischen Kirche San Juan de Baños, Kastilien-León – der aus dem 7. Jh. stammende Ursprungsbau hatte wohl noch keine Glocke oder diese war separat aufgehängt.

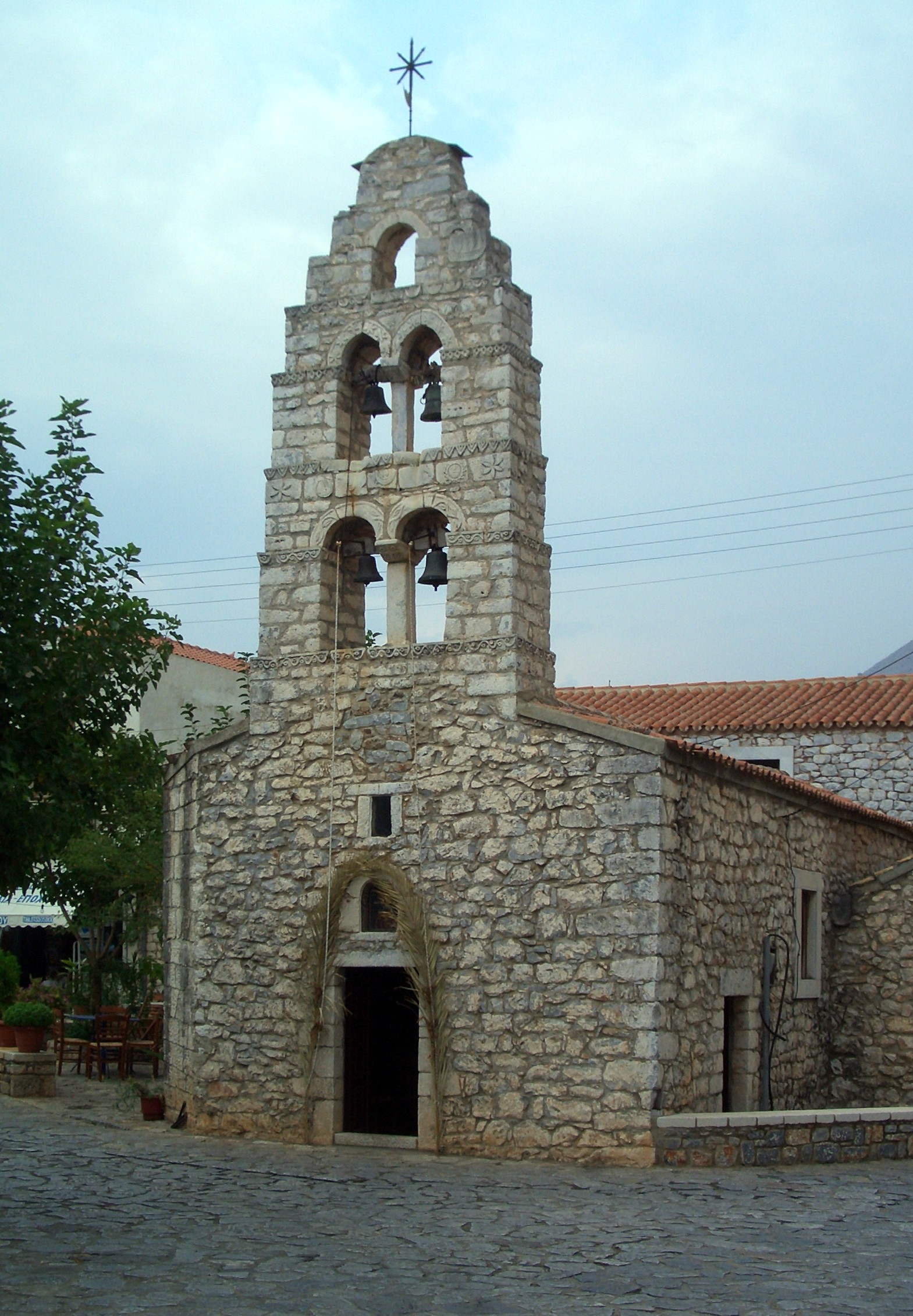
Wahrscheinlich nachträglich aufgesetzter dreigeschossiger Glockengiebel der Doppelkirche Panagia und Agios Charalambos in Areopoli, Peloponnes

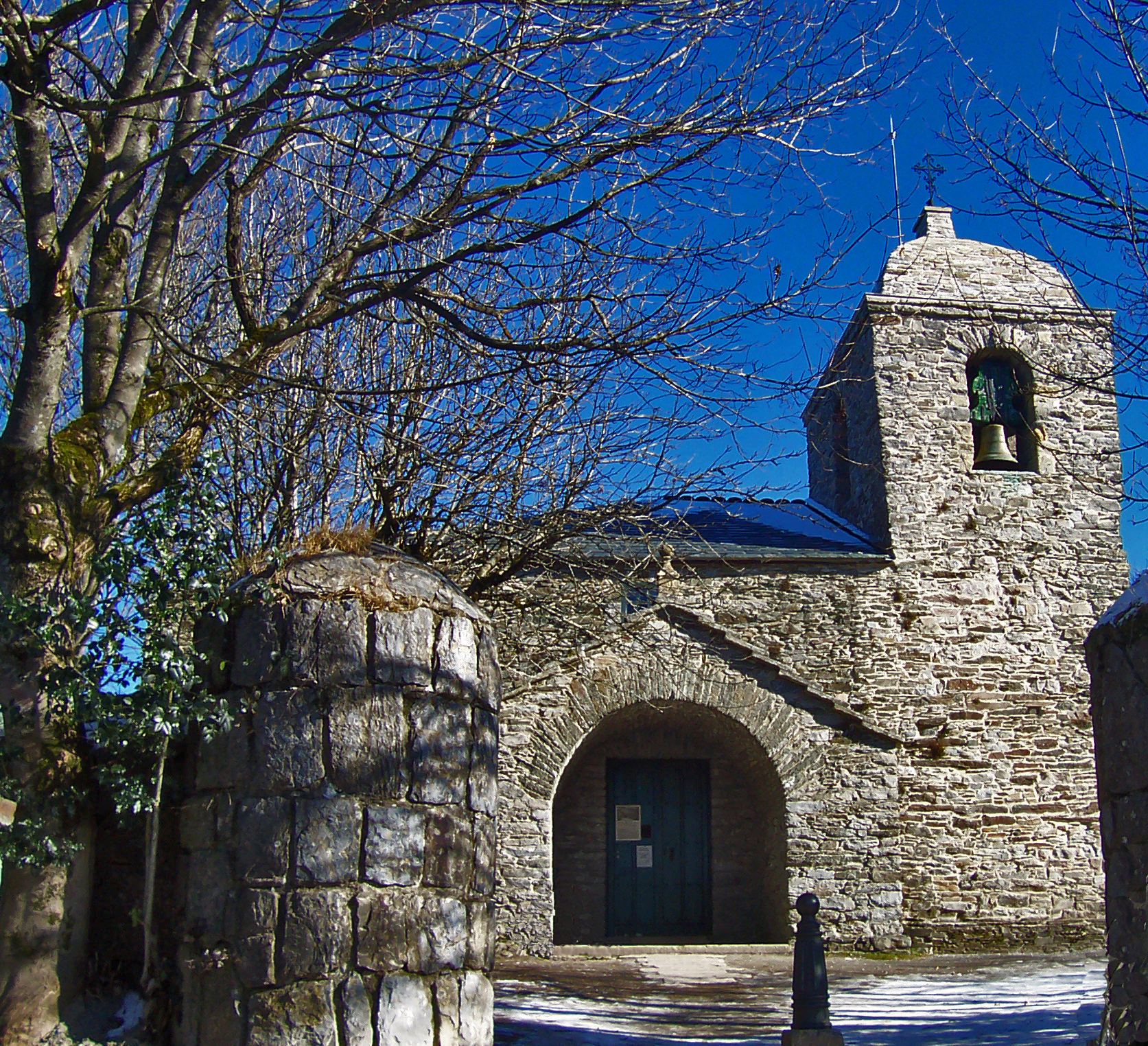
Glockenturm der Kirche Santa María a Real in Pedrafita del Cebreiro – die Aufhängung der Glocken erfolgt nicht im Innern des Turms, sondern in der Art eines Glockengiebels in den Bogenöffnungen.

Ein Glockengiebel (französisch clocher-mur; englisch bell-gable oder bell-cot, spanisch espadaña, katalanisch espadanya, italienisch campanile a vela) ist ein mauerartiger Giebelaufbau mit einer oder mehreren Öffnungen, in denen Glocken aufgehängt sind.

## Verwendung und Funktion
Ein Glockengiebel hat bogenförmige Öffnungen, in denen die meist kleinen Kirchenglocken freischwingend aufgehängt sind. Sie wurden in der Regel von außen mit langen Seilen geläutet; einige Konstruktionen ermöglichten auch das Läuten von innen. Die Mauerscheibe  ist meist selbst mit einem Giebel abgeschlossen.
Er dient bei Kirchenbauten – ähnlich wie ein Dachreiter – als kostengünstiger oder bewusst zurückhaltender Ersatz für einen aufragenden Glockenturm oder Glockenstuhl.
Neuzeitliche, in der Funktion vergleichbare, aber meist freistehende Gebäudeteile, die nicht über dem Giebel errichtet wurden, werden Glockenträger genannt.

## Geschichte
Antike oder frühmittelalterliche Vorläufer der Glockengiebel sind nicht bekannt; ihr Ursprung liegt wahrscheinlich erst im ausgehenden 11. oder im beginnenden 12. Jahrhundert. Während sie in der Architektur der Romanik häufig vorkommen, verschwinden sie in der Gotik nahezu völlig, erfahren jedoch in der Renaissance und im Barock bei einfachen, meist ländlichen Kirchenbauten eine Wiederbelebung.
Die Datierung von Glockengiebeln ist schwierig, da sie in vielen Fällen nachträglich hinzugefügt oder modernisiert wurden.

## Formen
Manche Glockengiebel sollten wahrscheinlich auch oder hauptsächlich Ziergiebel sein.
Sowohl einfache, doppelte als auch mehrgeschossige oder breitgelagerte Glockengiebel kommen vor – letztere werden auch „Glockenarkaden“ genannt. Im Norden Kataloniens gibt es sogar einige zinnenartige, nach oben offene Glockengiebel (z. B. die Kirchen Sant Vicenç de Vilamalla oder Sant Martí d’Empúries). Während die Innenseiten der Bögen meist undekoriert sind, haben die Außenseiten manchmal dem jeweiligen Zeitgeschmack entsprechende Verzierungen in Form von kleinen Obelisken, Kugeln, Voluten usw.

## Platzierung
Glockengiebel überragen zumeist die der Apsis einer Kirche gegenüberstehende westliche Giebelwand; in seltenen Fällen (z. B. bei einigen Kirchen im Südwesten Frankreichs oder im Norden Spaniens) befindet sich der Glockengiebel außen über dem Chor- oder Triumphbogen zwischen Langhaus und Apsis (z. B. Iglesia San Salvador in Tirgo). Auch längsgestellte Glockengiebel sind möglich (z. B. Iglesia San Martin in Briviesca oder Ermita Santo Cristo de San Sebastián in Coruña del Conde). Im Barock wurden einige wenige Glockengiebel in den Gesamtbaukörper integriert (siehe Pedro de Ribera); andere stehen frei neben der Kirche („Glockenwand“ oder Kodonostasion). Einige wenige bedeutende Kirchen verfügen sogar über zwei Glockengiebel. Die Kirche Sant Bartomeu in Sóller, Mallorca, erhielt bei der Neugestaltung der Fassade im Jahr 1904 einen diademartigen funktionslosen Glockengiebel.

## Geographische Verteilung
Der Glockengiebel ist ein Element der Kirchenarchitektur Südeuropas und im ehemals spanisch-portugiesischen Kolonialreich.
Typische Glockengiebel finden sich nahezu ausschließlich auf Kirchen des nördlichen Mittelmeerraums; in Mittel- und Nordeuropa sind sie eher selten bzw. in ihrer Form oft verfremdet. Mit den spanischen Conquistadoren und Missionaren kamen sie auch auf die Kanarischen Inseln sowie nach Nord-, Mittel- und Südamerika und auf die Philippinen. Einen der wenigen Glockengiebel außerhalb des beschriebenen Verbreitungsraumes besitzt die St.-Johannes-Nepomuk-Kirche in Altenberge-Hansell (Nordrhein-Westfalen).

## Beispiele

Glockengiebel
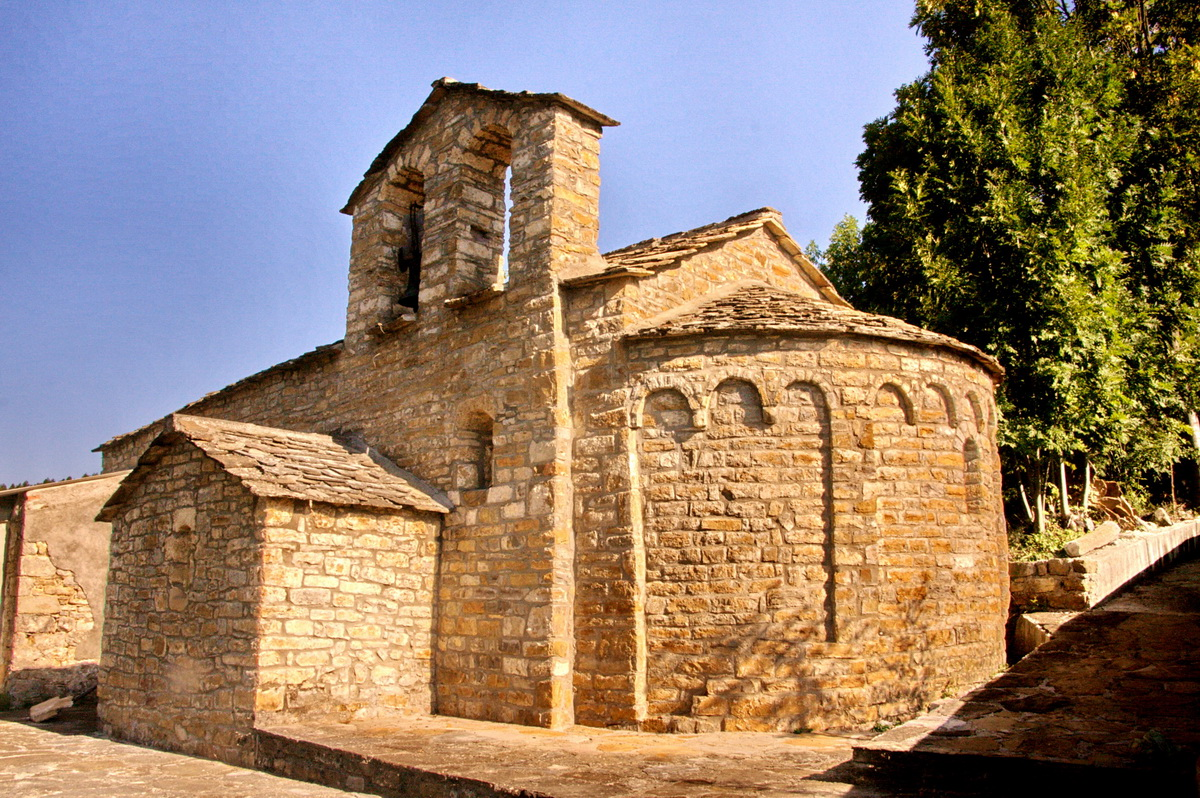
San Sadurni, Biescas, Valle de Bardají, Aragón (12. Jh.)
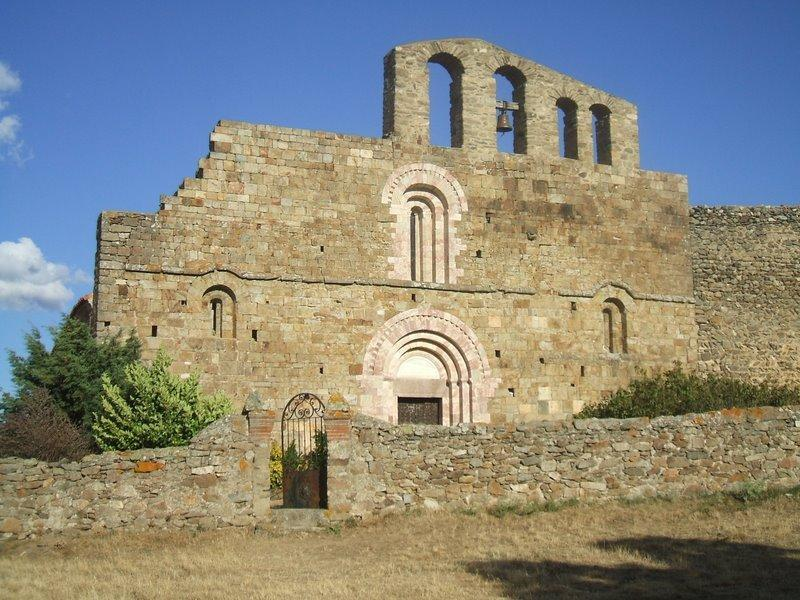
Prieuré de Marcevol, Roussillon (Mitte 12. Jh.)
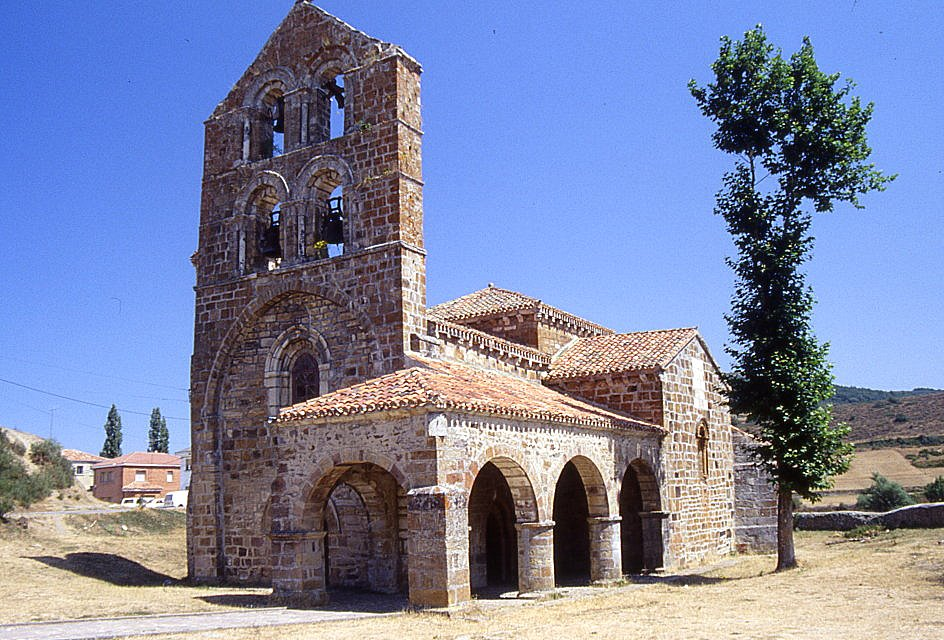
San Salvador de Cantamuda, Kastilien (um 1200)
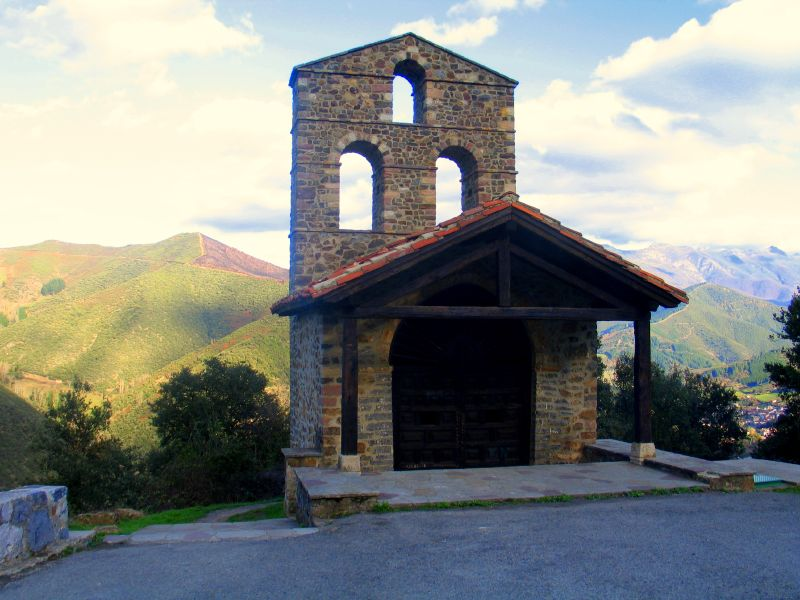
Ermita San Miguel, Santo Toribio de Liébana, Kantabrien (13. Jh.)
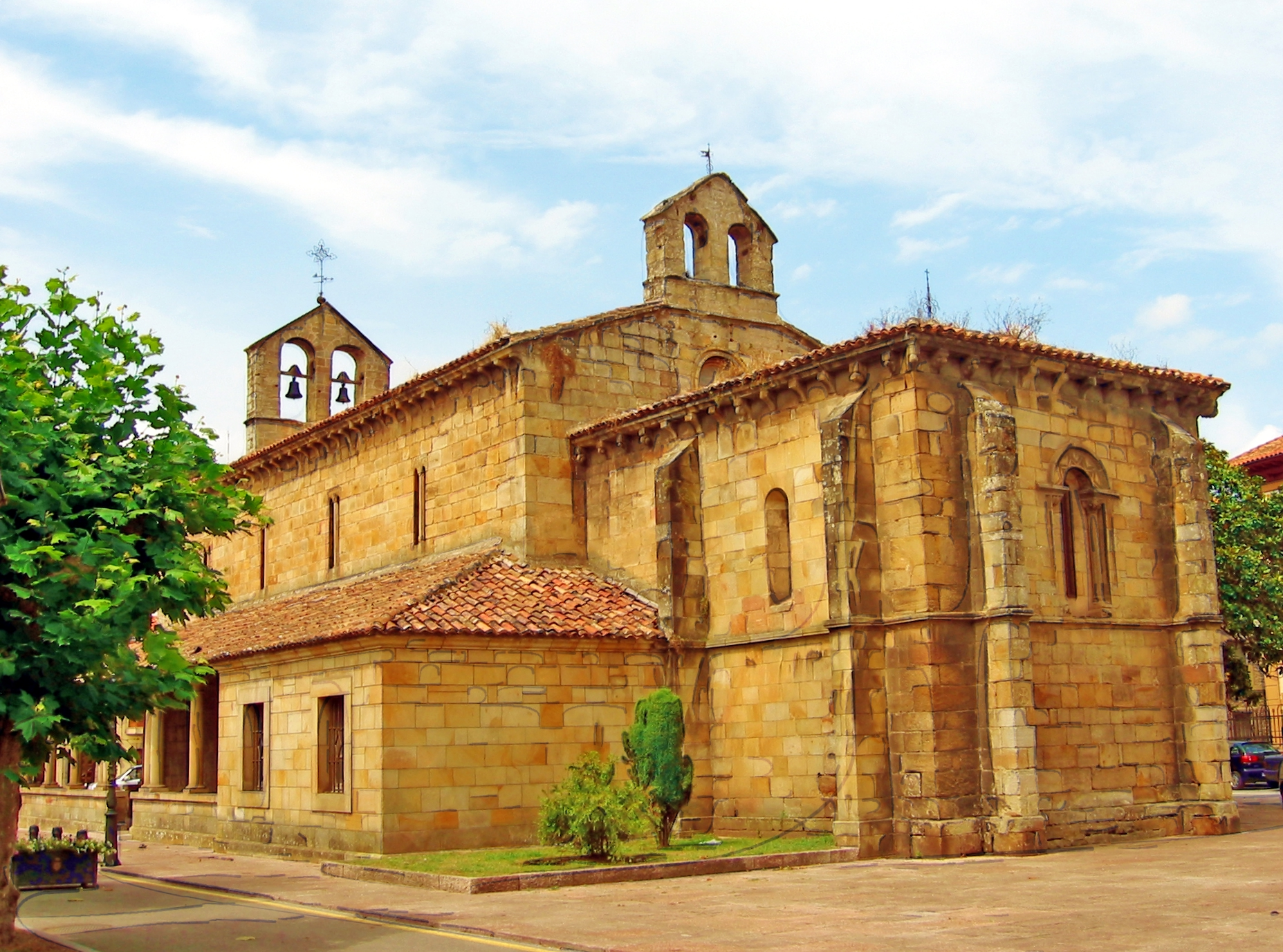
Santa María de la Oliva, Villaviciosa, Asturien (urspr. 13. Jh.)
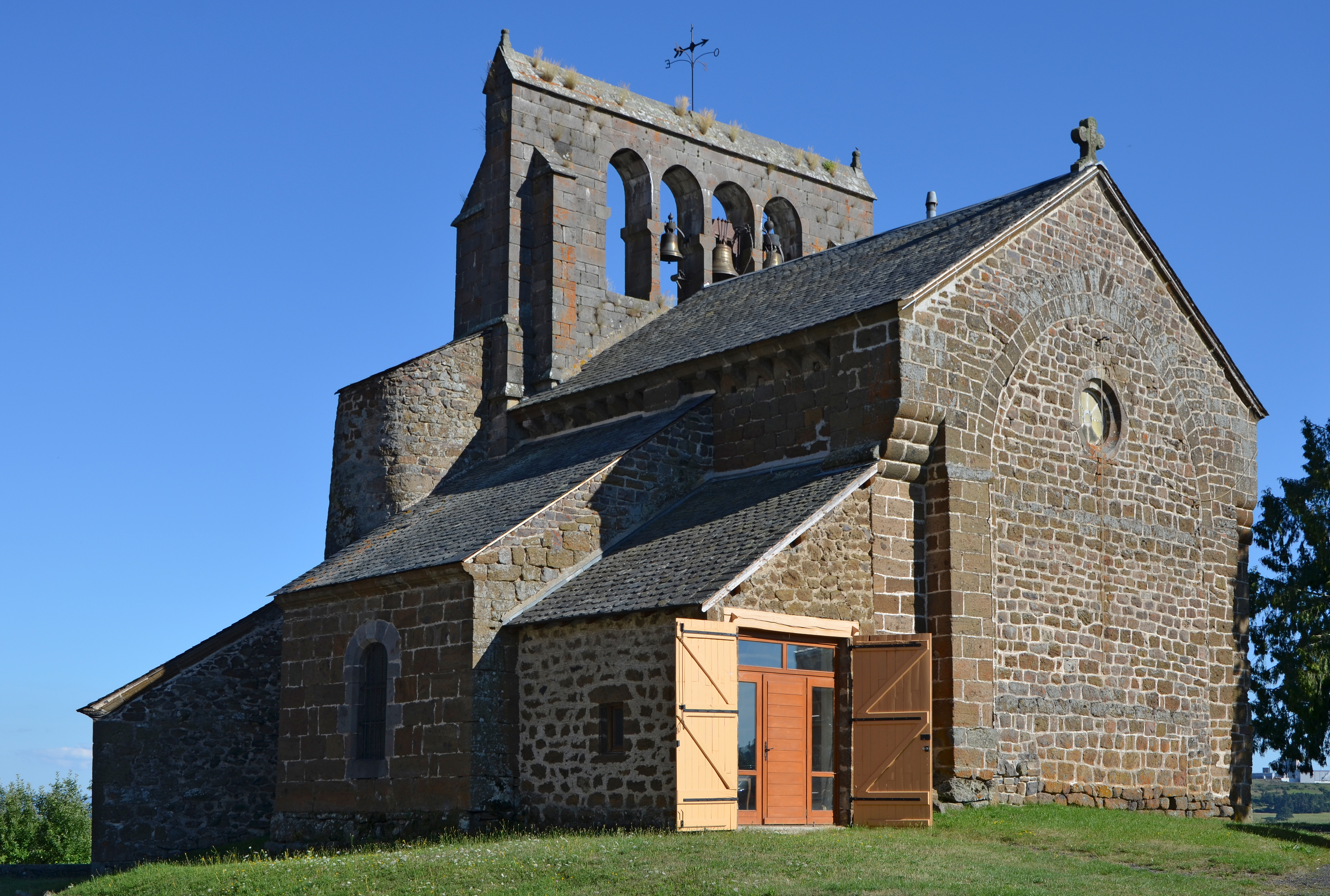
Église Saint-Cirgues, Andelat, Auvergne (urspr. 13. Jh.)
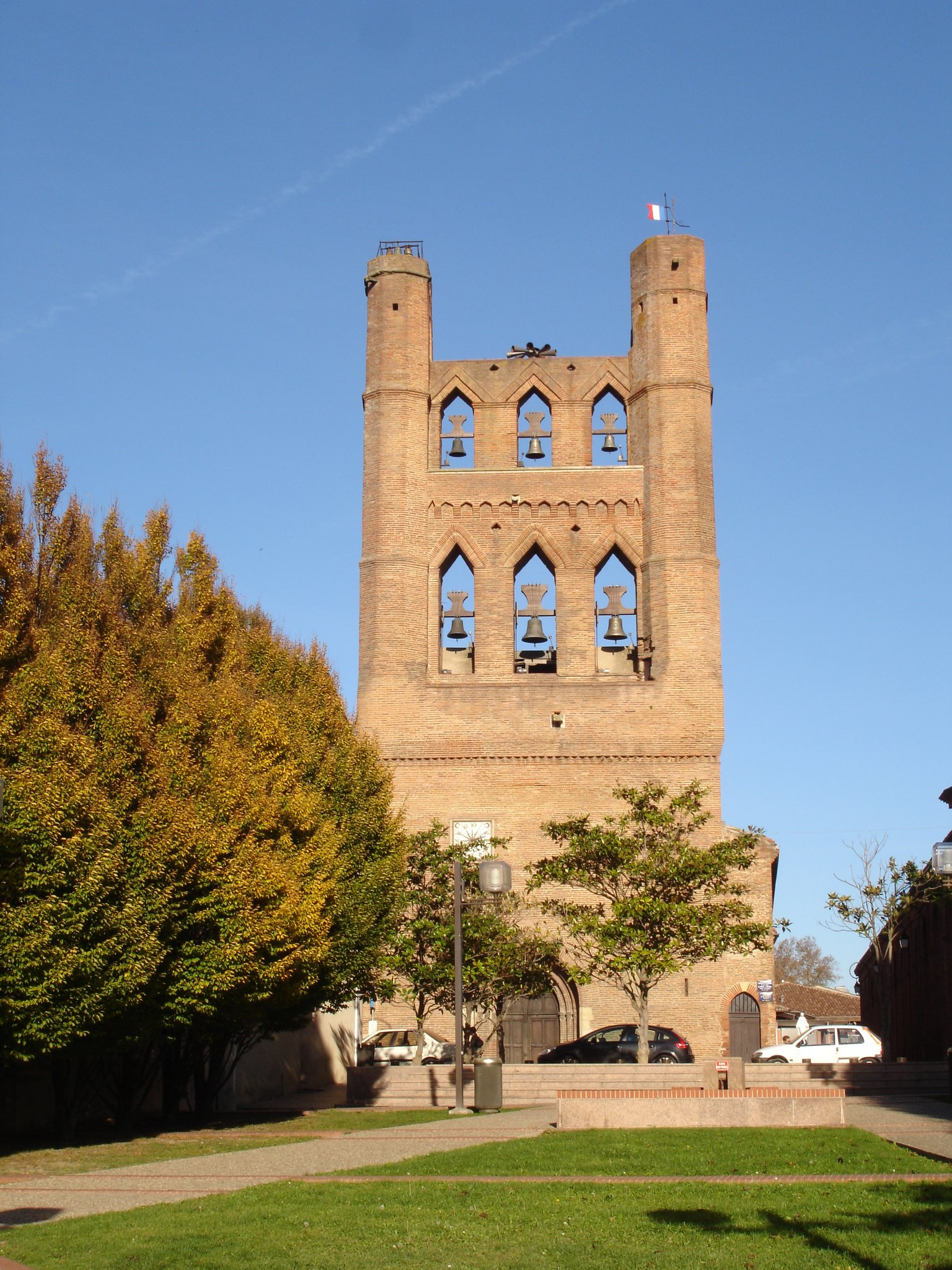
Notre-Dame-de-l’Assomption in Villefranche-de-Lauragais, Lauragais (um 1360)
Saint-André in Gotein-Libarrenx, Baskenland (um 1500)
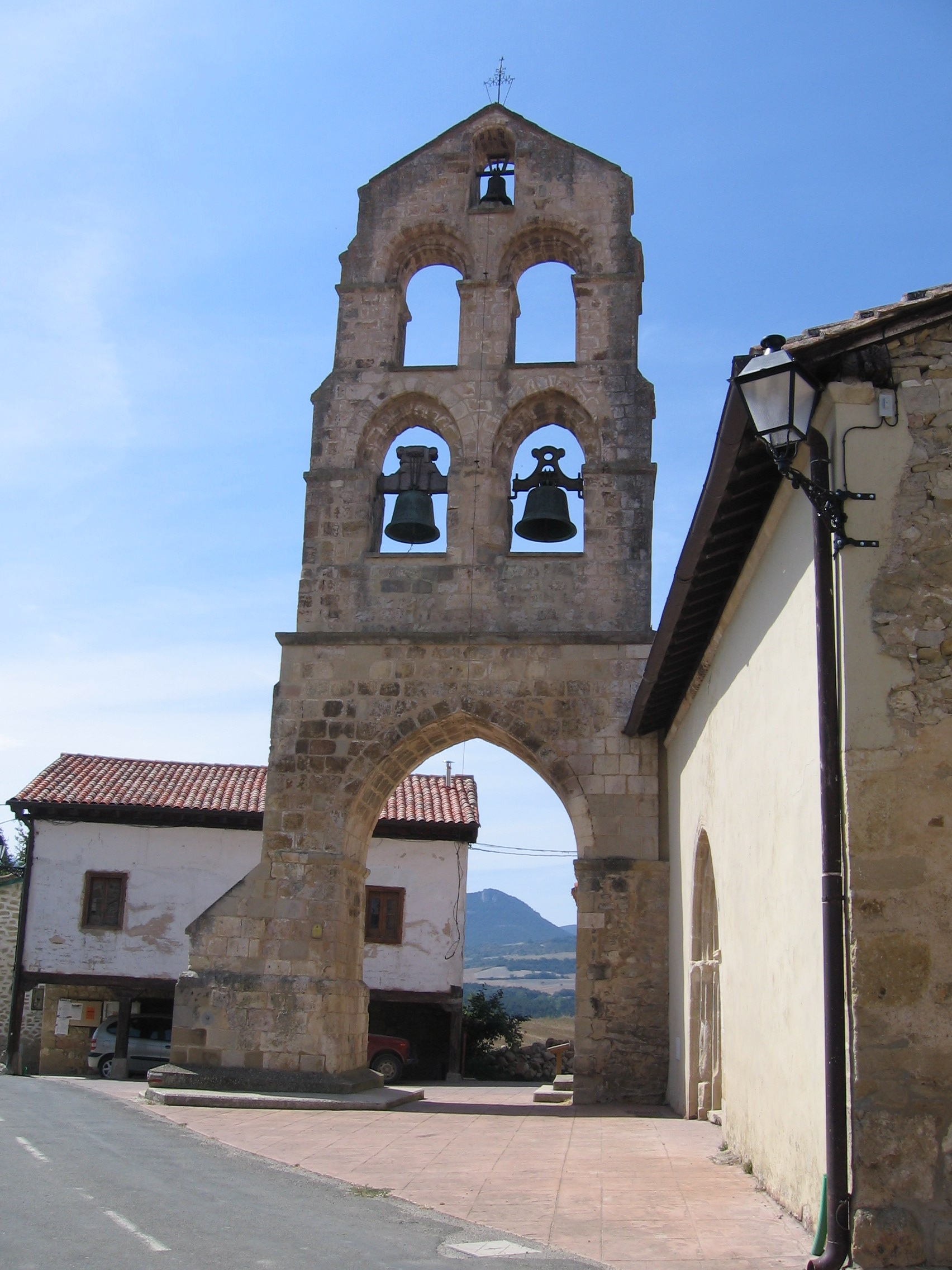
San Millan in Villamaderne, Baskenland (um 1600)
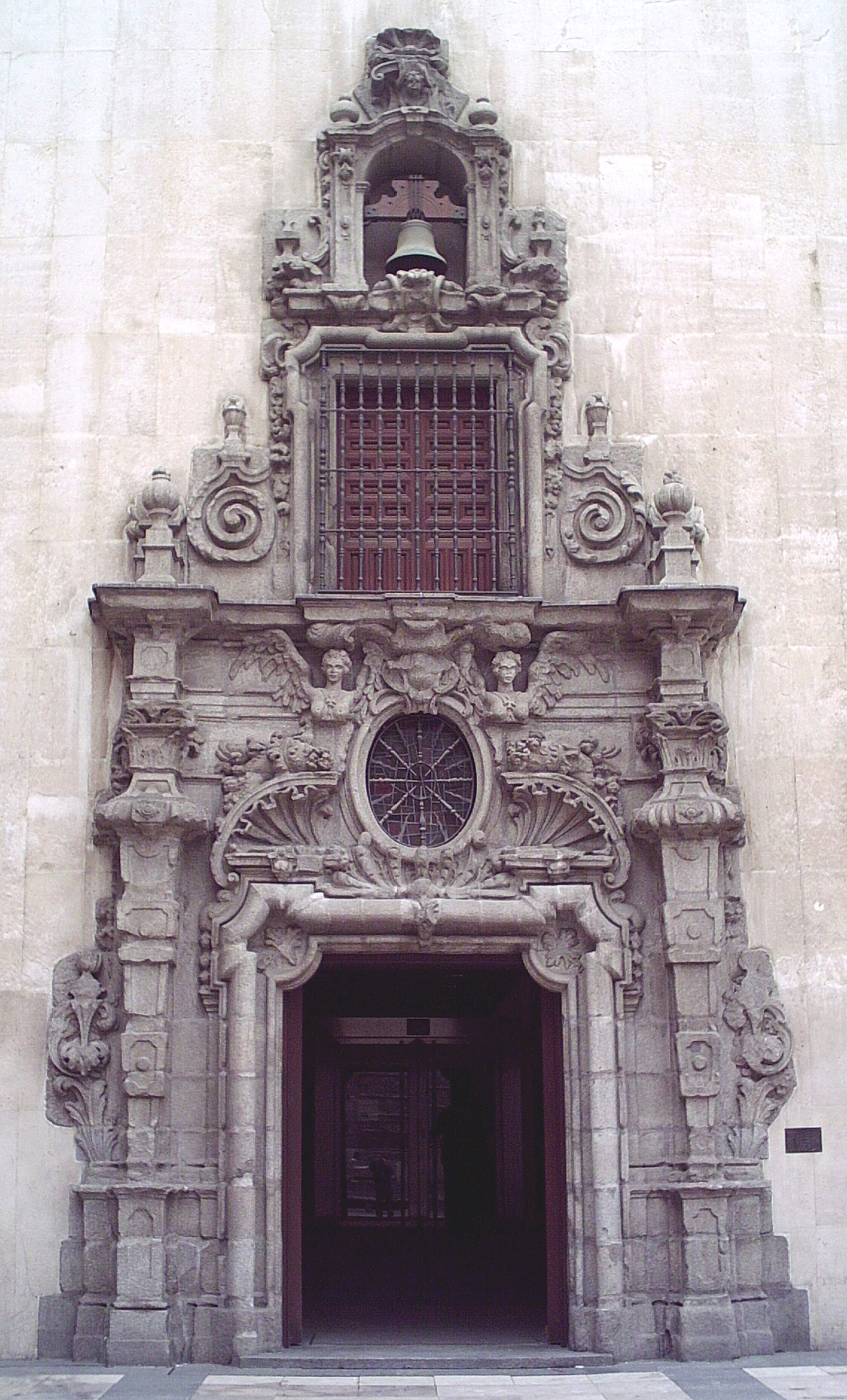
Portal der Kapelle des Pfand- und Armenhauses von Madrid (Monte de Piedad; 1733)
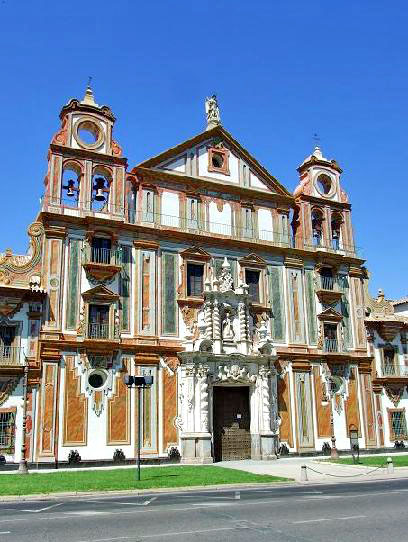
Palacio de la Merced in Córdoba, Andalusien (um 1745)
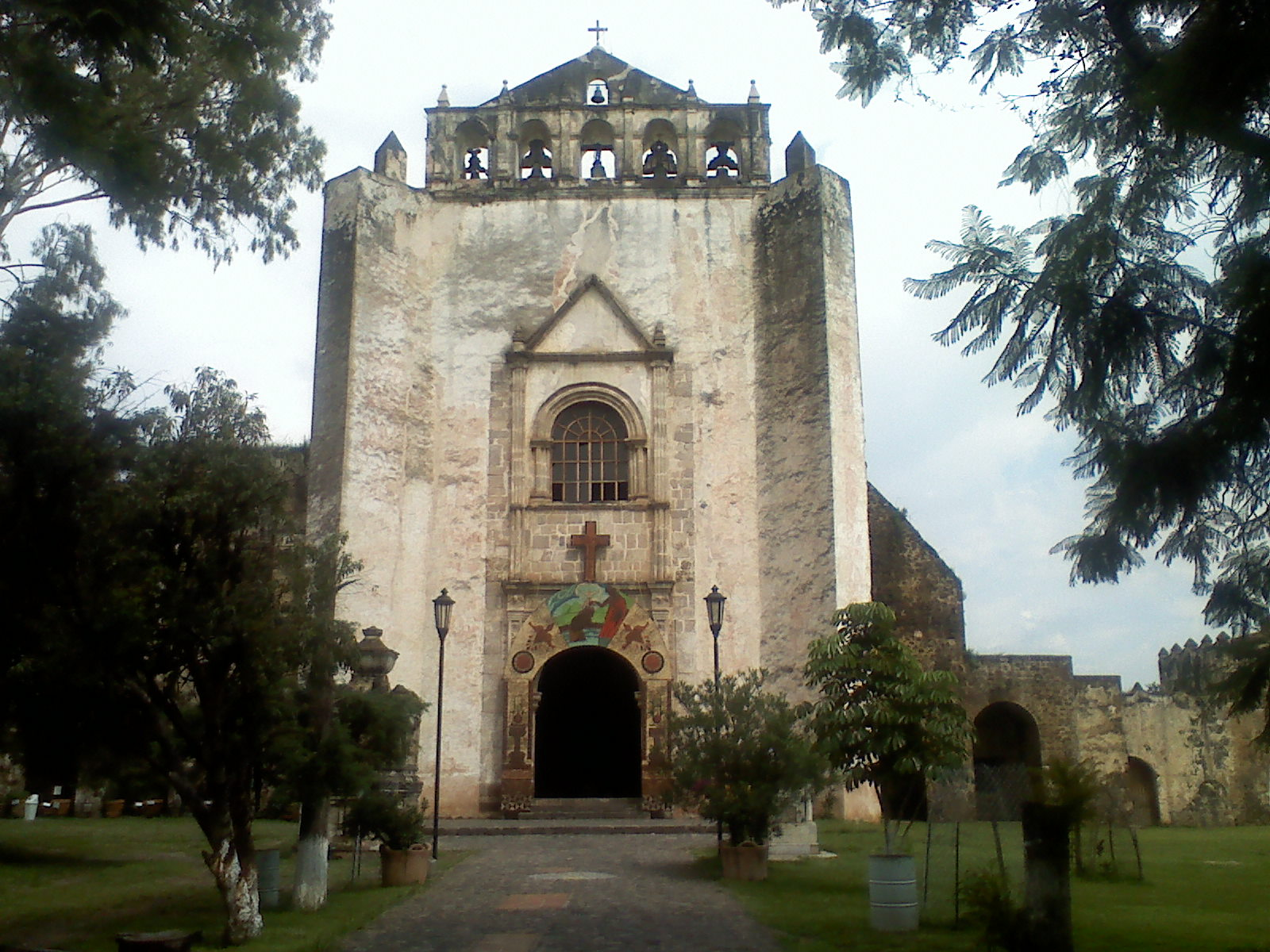
Ex-Konvent San Juan Bautista in Tlayacapan, Morelos, Mexiko (16. Jh.)
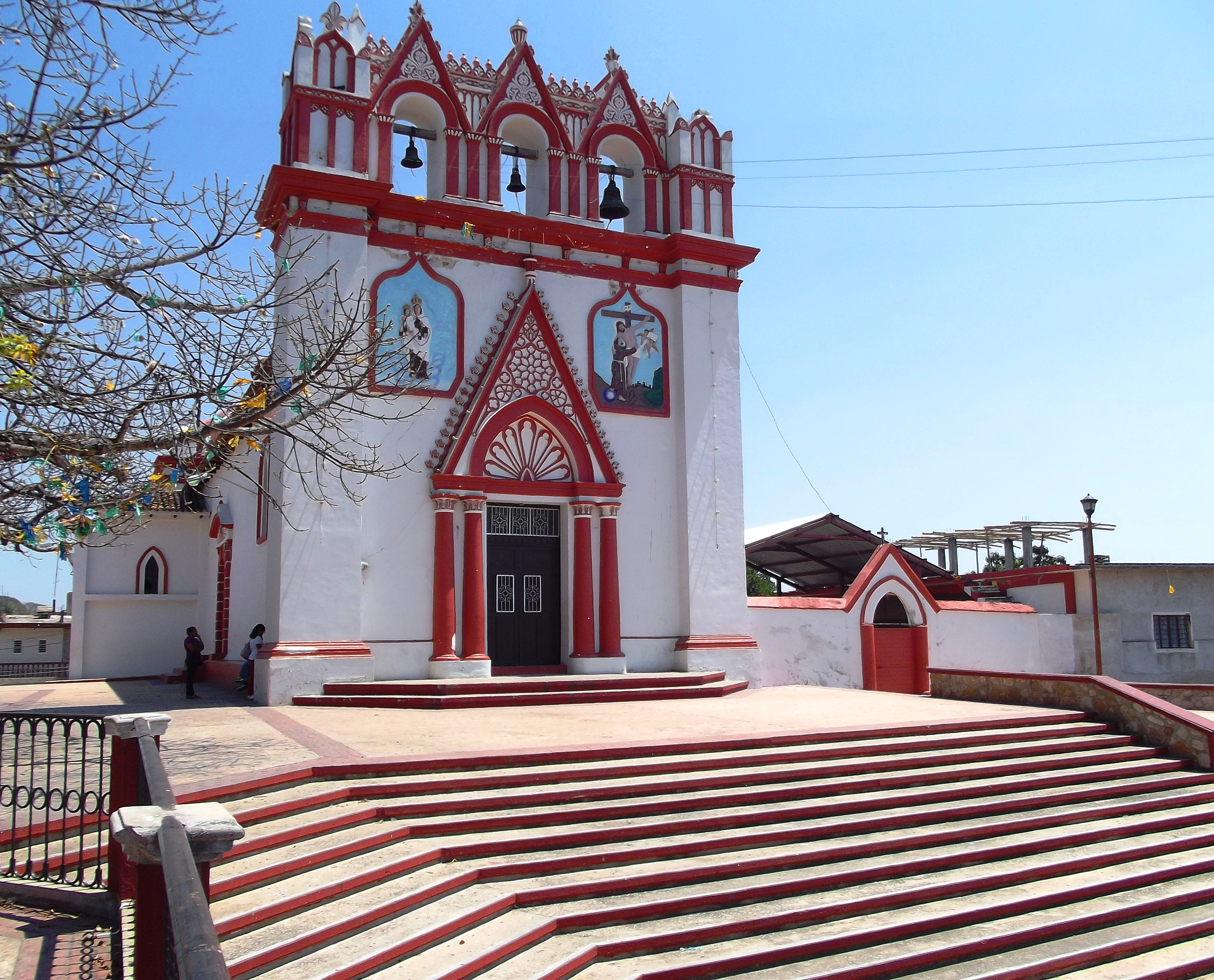
Templo del Calvario in Chiapa de Corzo, Chiapas, Mexiko (17. und 19. Jh.)
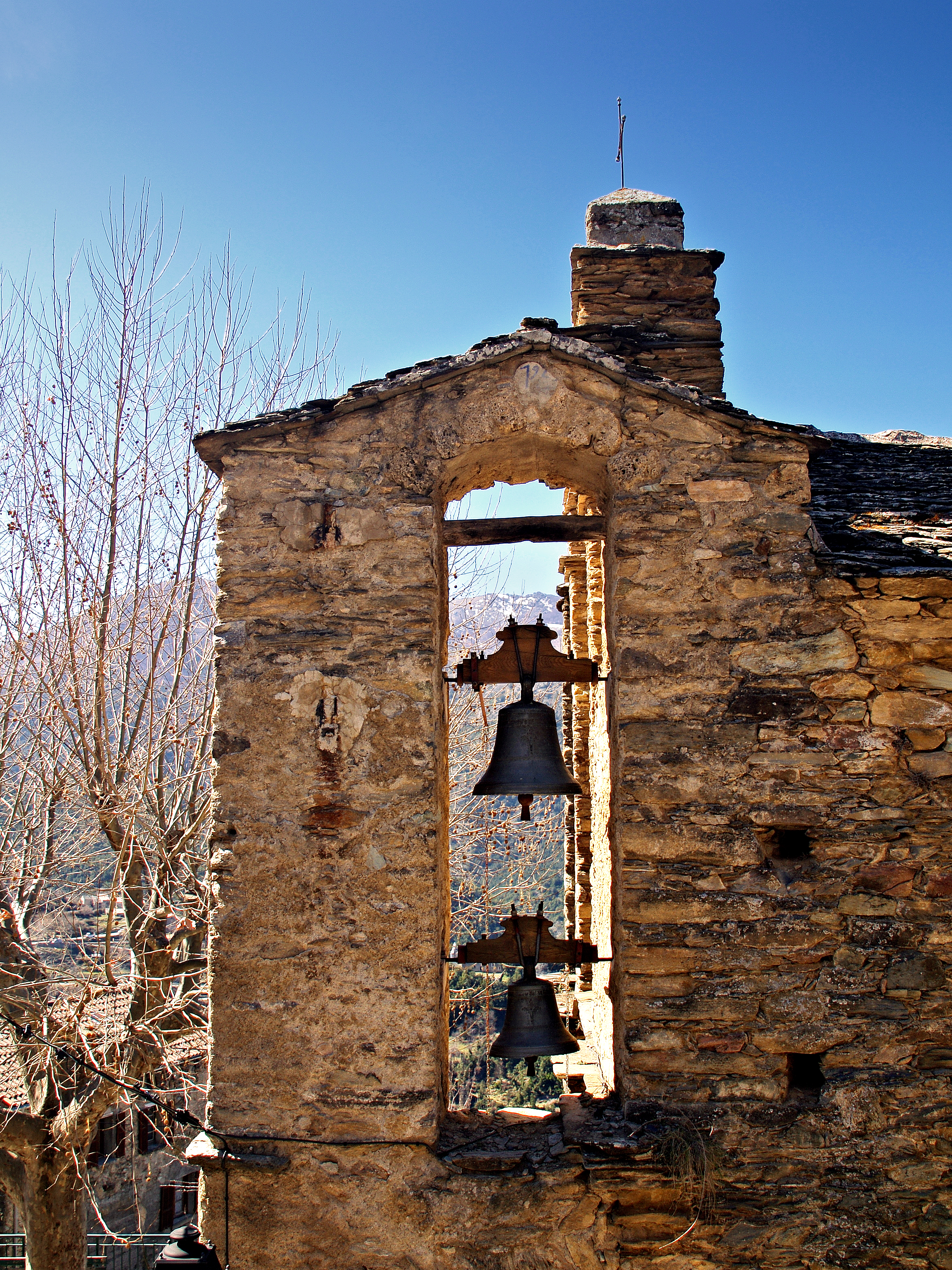
L'église Santa-Catalina de Loriani, Cambia, Korsika (16. Jh.)
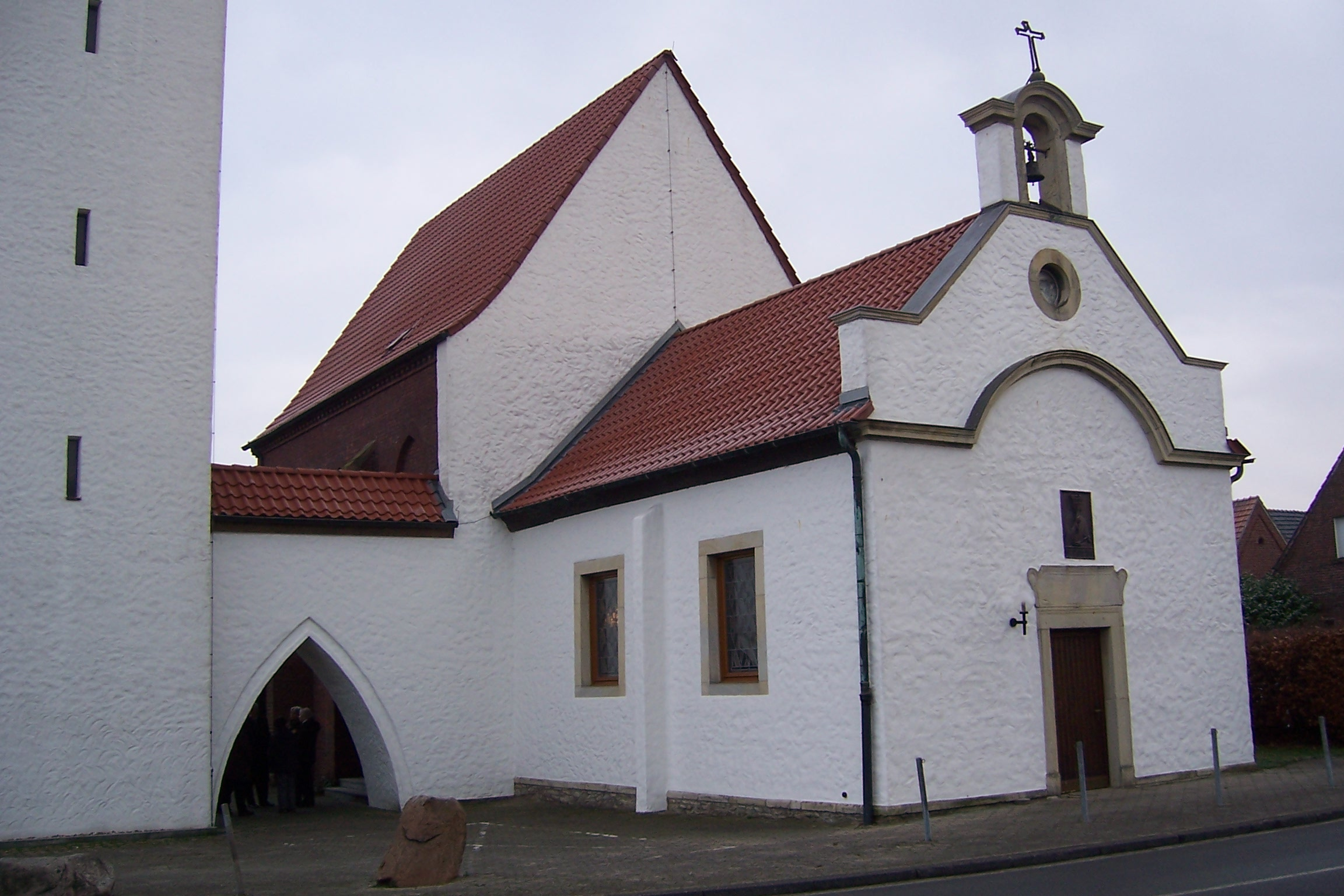
St. Johannes Nepomuk in Altenberge-Hansell, NRW (1765)
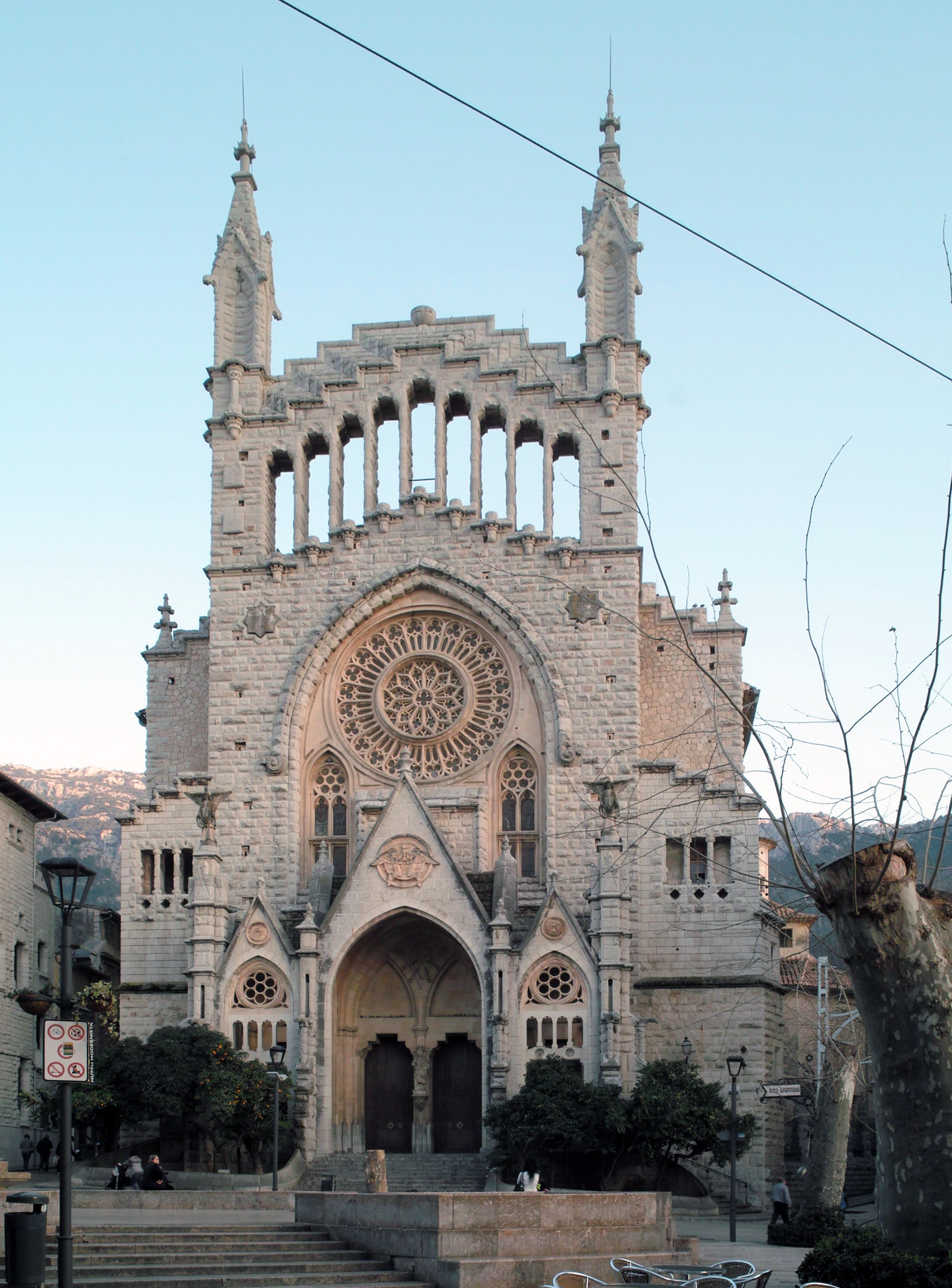
St. Bartholomäus, Sóller, Mallorca (1904)
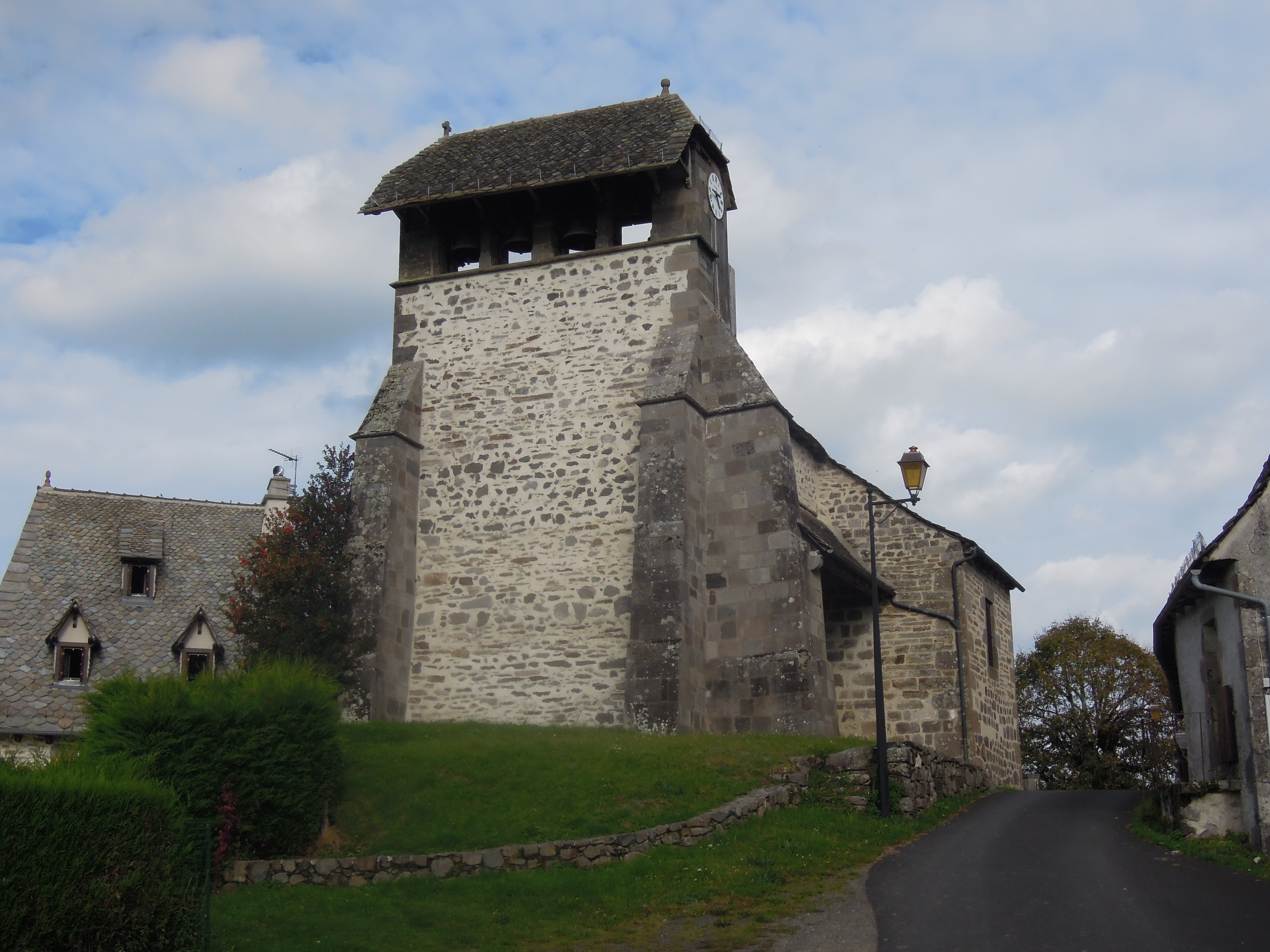
Église Saint-Hilaire in Cros-de-Ronesque, Auvergne (16. Jh.)
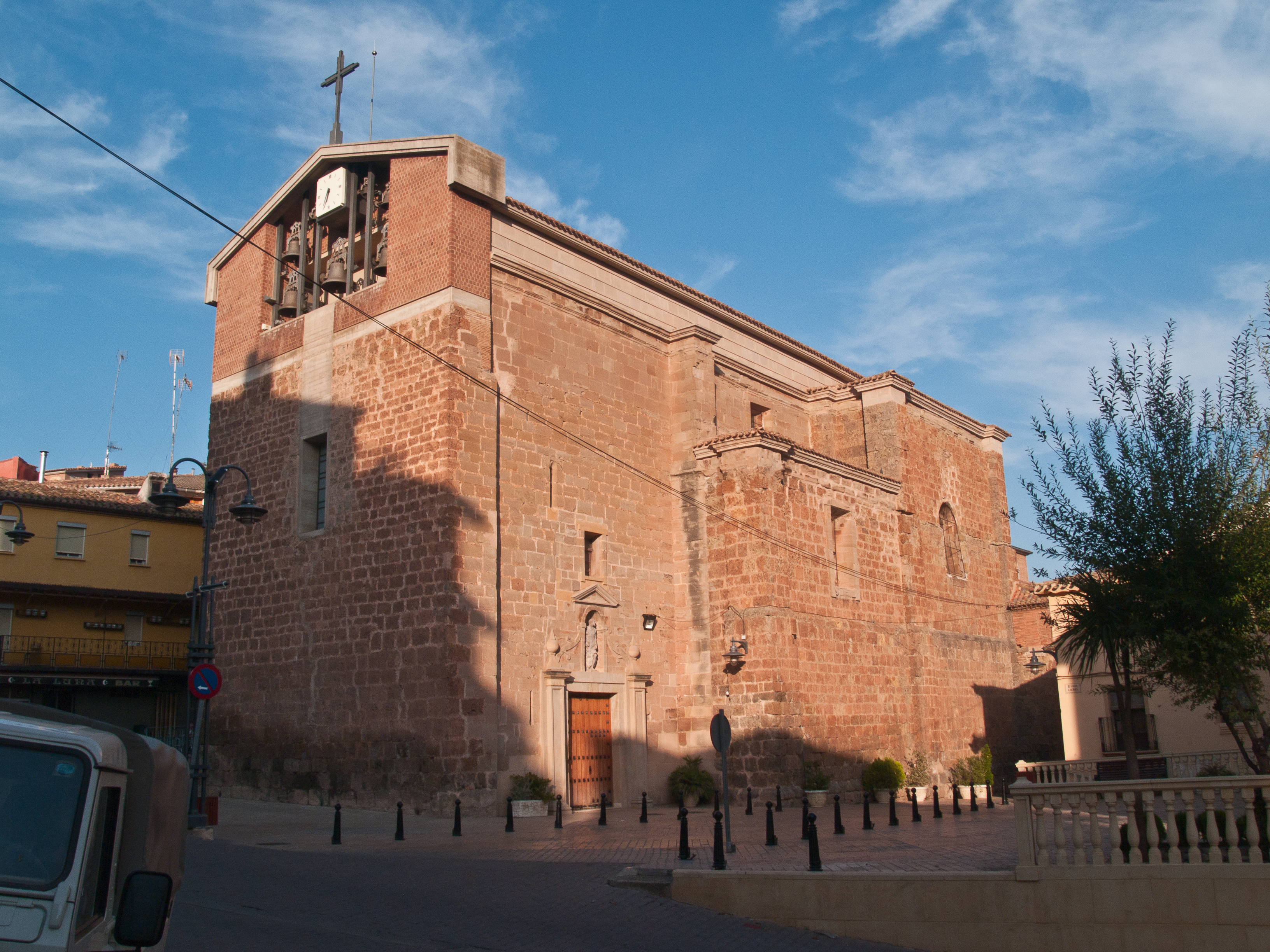
Iglesia de San Pedro in Ribafrecha, La Rioja (um 2000)

Glockenträger
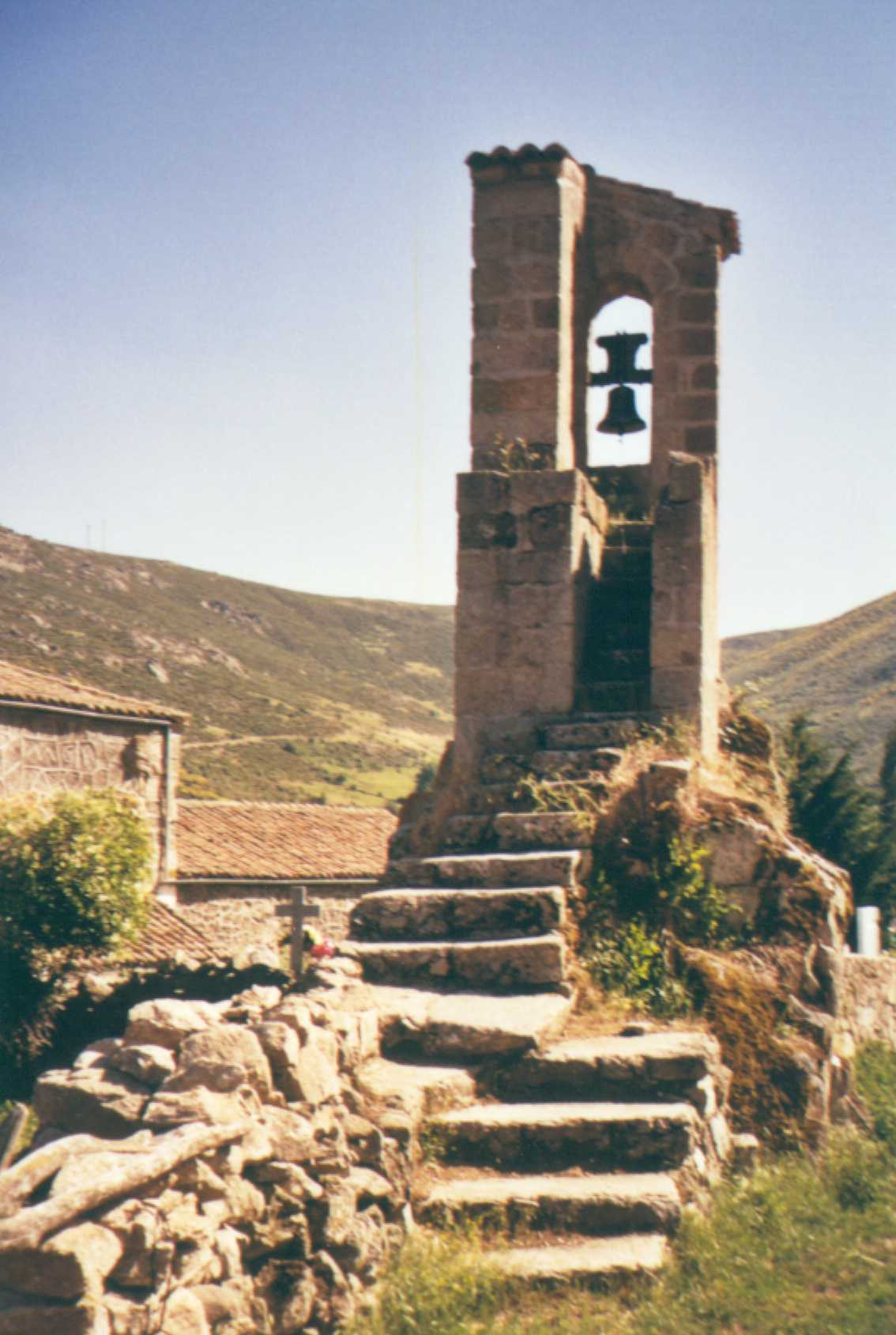
Kirche von Navalsauz, Provinz Ávila, Spanien
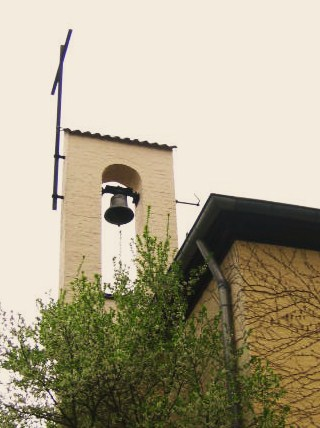
Erlöserkirche Köln-Rodenkirchen
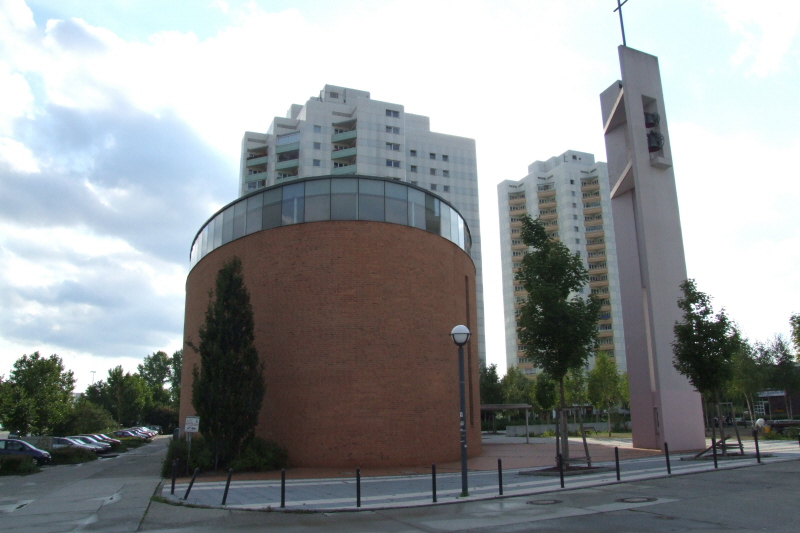
Berlin-Wartenberg – Dorfkirche
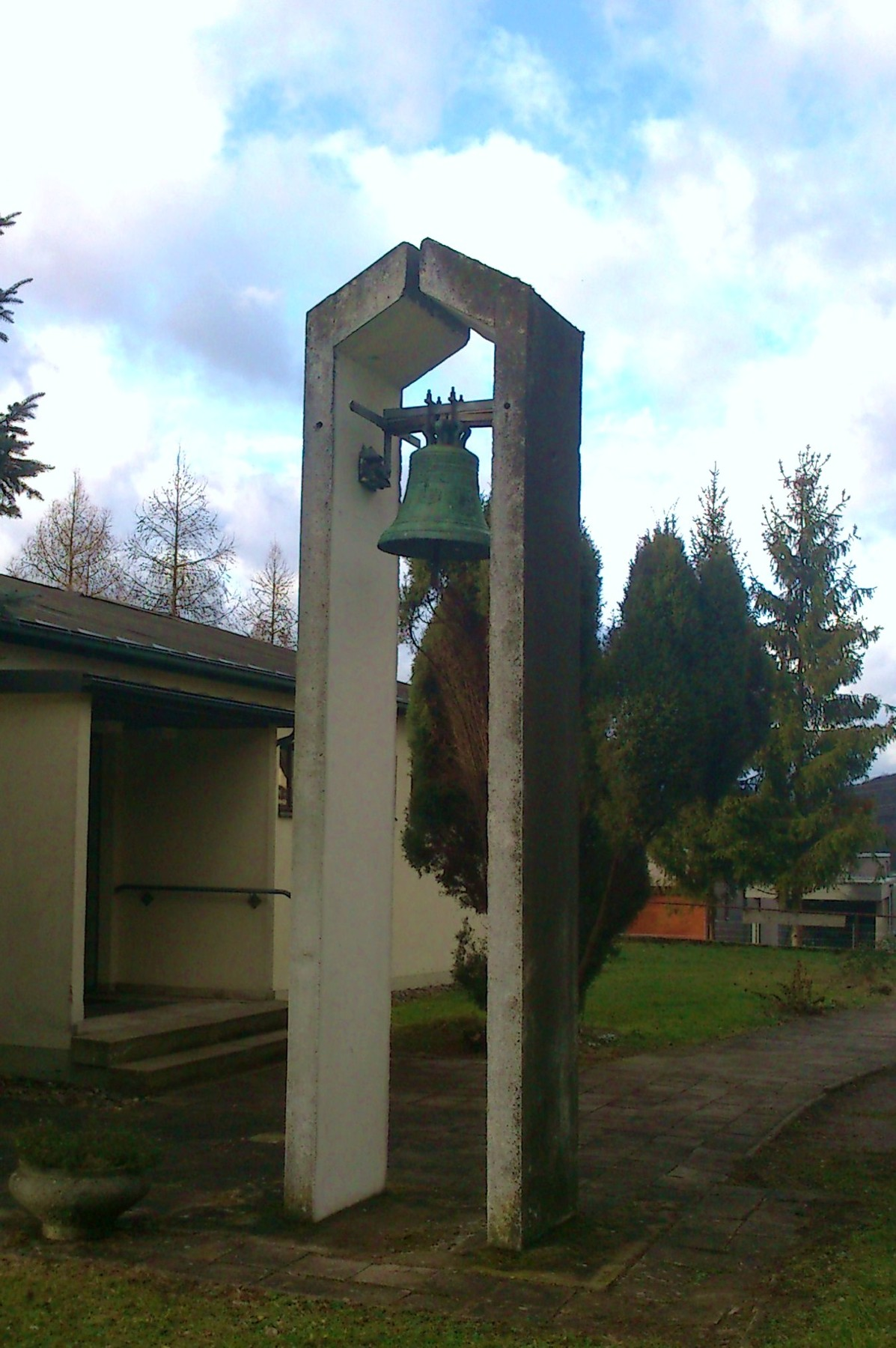
Heilig-Kreuz-Kirche, Meiningen, Thüringen
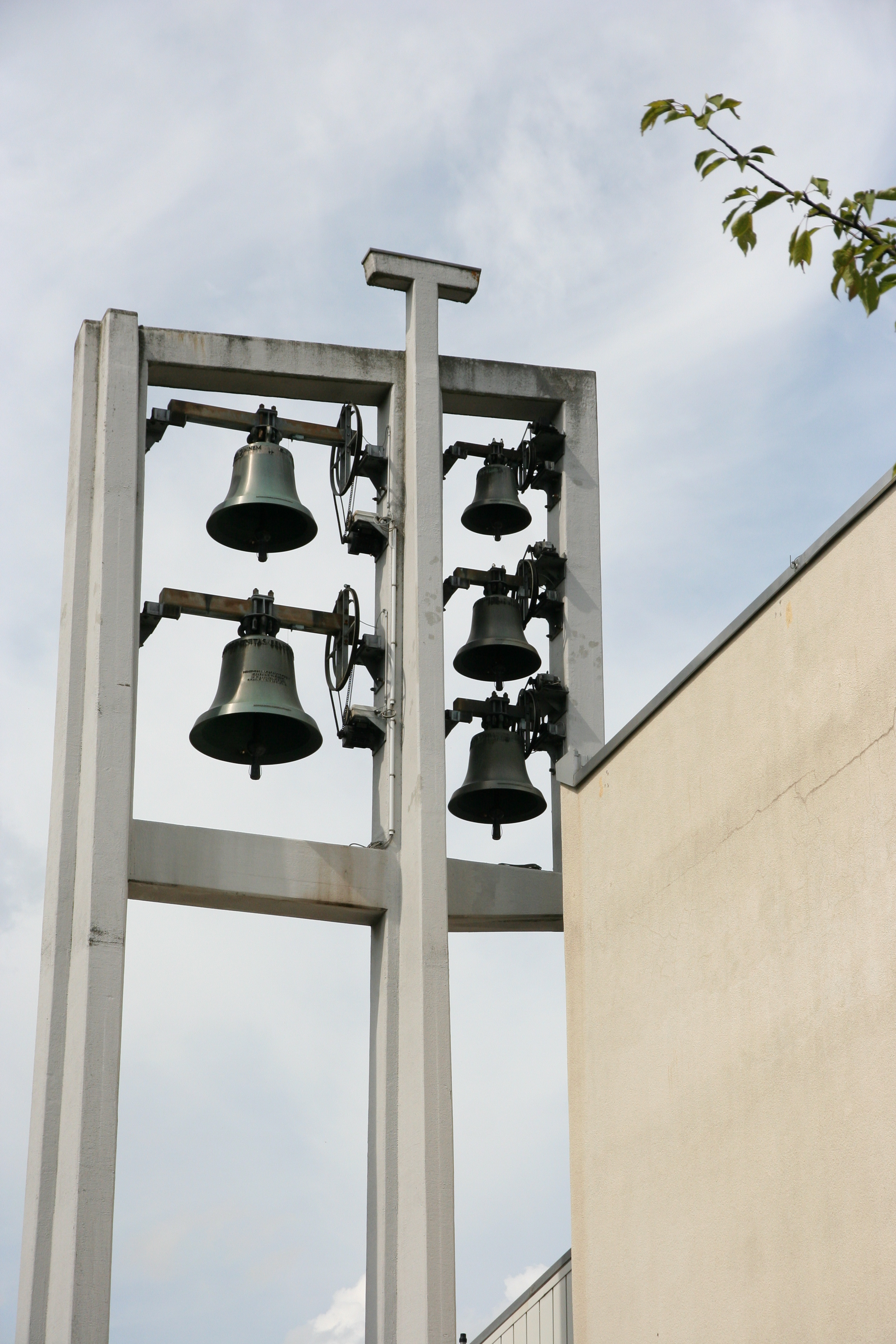
Bruder-Klaus-Kirche, Biel, Schweiz
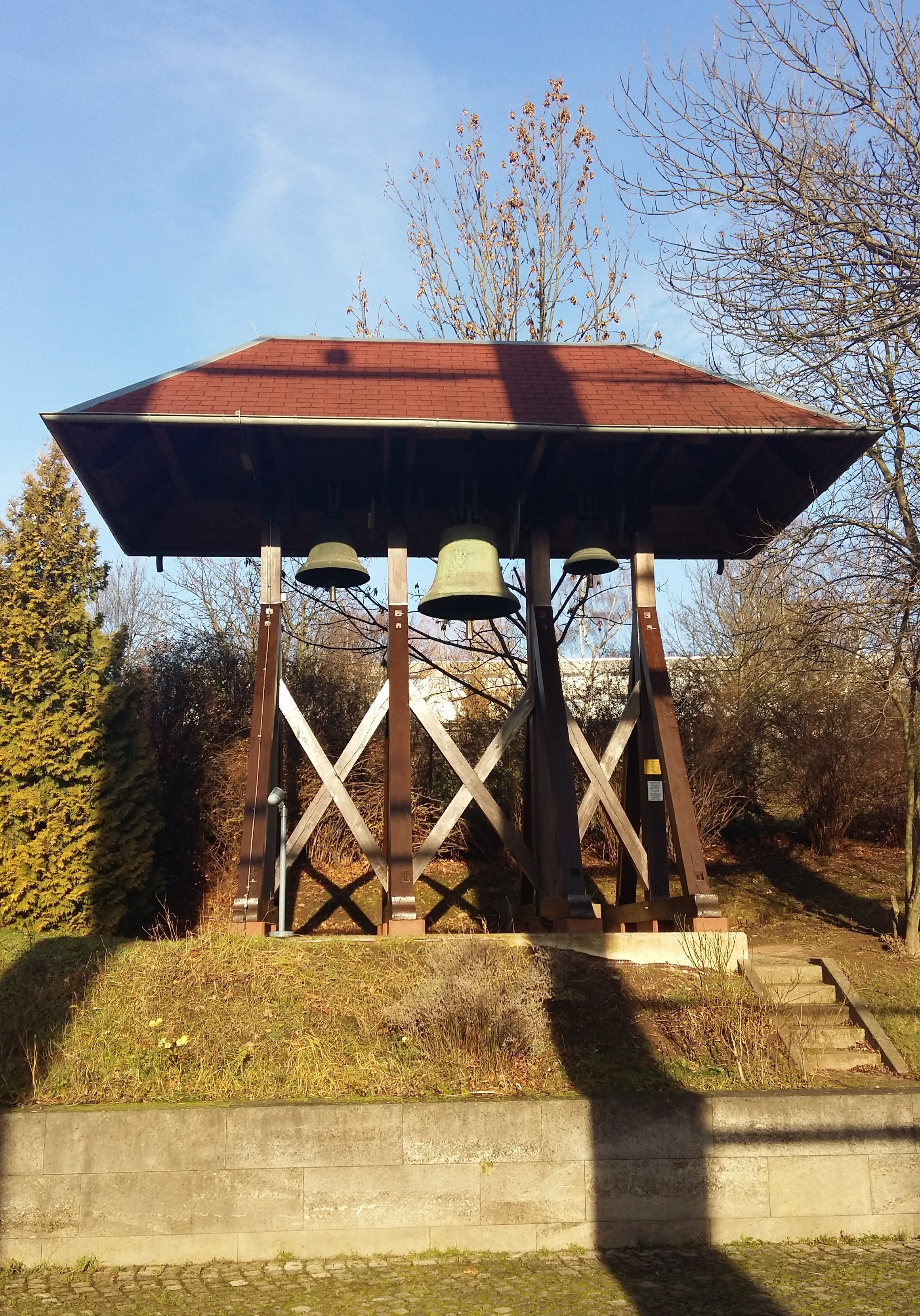
Frauenbergkirche, Nordhausen, Thüringen

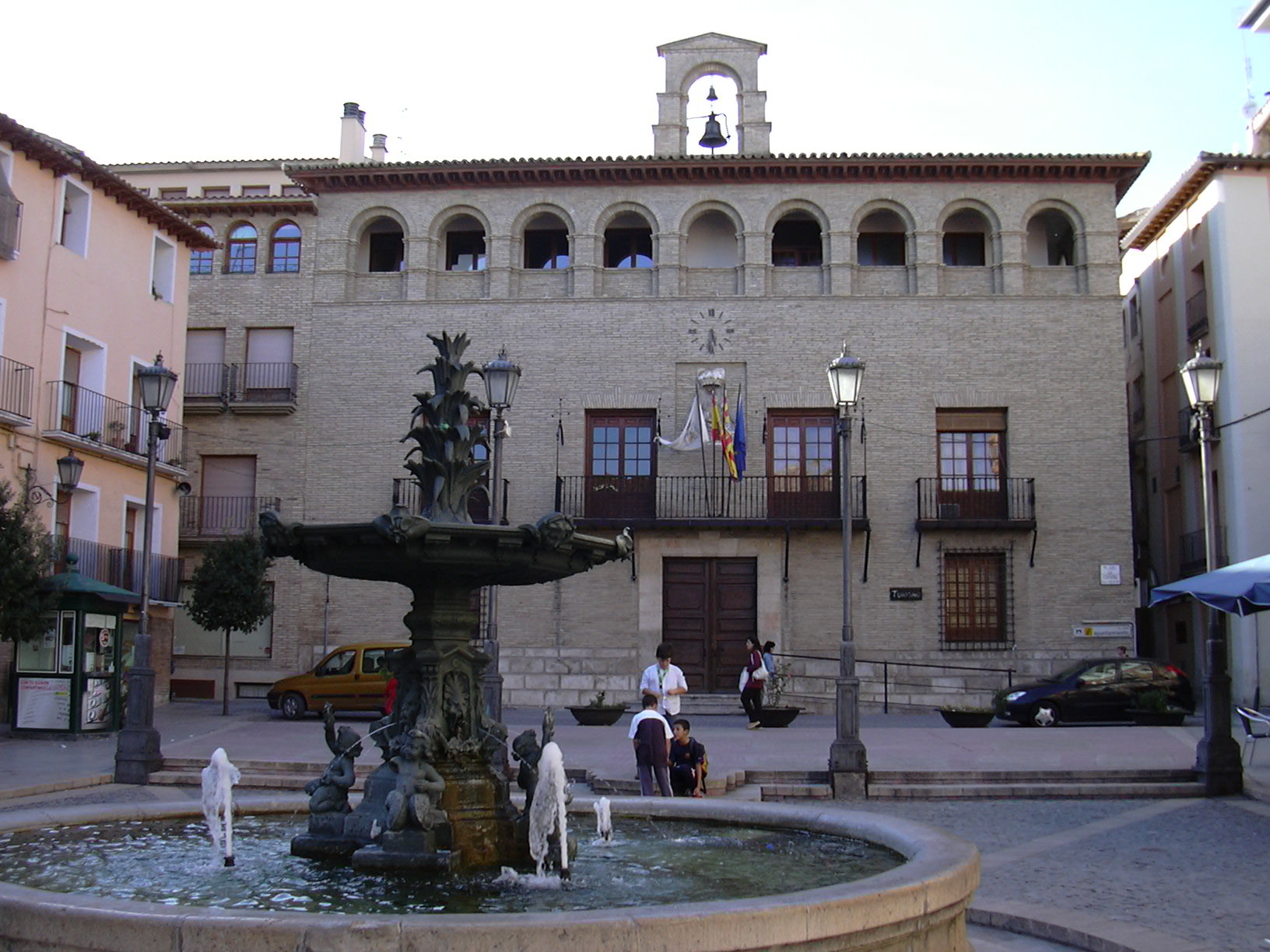
Rathaus von Borja, Spanien

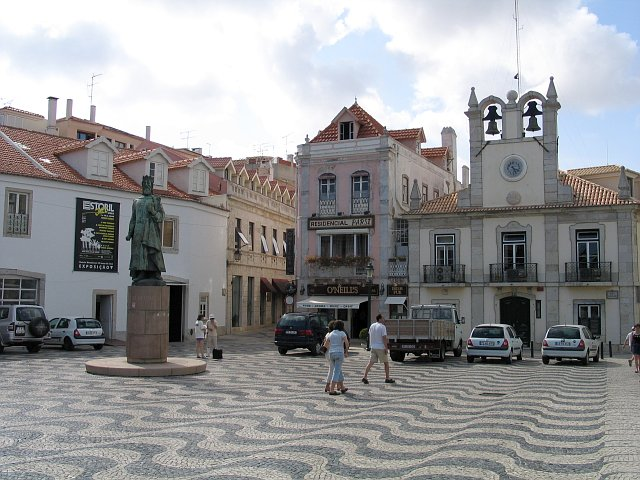
Rathaus von Cascais, Portugal

## Rathäuser
Auf Profanbauten (z. B. Rathäusern) sind Glockengiebel äußerst selten; in Spanien, Portugal sowie in Mittel- und Südamerika gibt es aber einige wenige historische Beispiele. Das Glockengeläut diente hier dazu, Aufmerksamkeit zu erregen (z. B. bei Bränden, politischen Zusammenkünften, öffentlichen Bekanntmachungen, Empfang von Ehrengästen usw.). Außerdem sahen sich viele weltliche Ratsherren in einer gewissen Konkurrenzsituation zu den kirchlichen Autoritäten.

## Häuser
In den Küstenstädten Mitteleuropas (Flandern, Holland, Friesland, Ostseeraum) werden Giebel mit glockenförmiger Silhouette auf repräsentativen städtischen bzw. bürgerlichen Bauten der Barockzeit ebenfalls als „Glockengiebel“ bezeichnet. Sie haben jedoch mit den Glockengiebeln im engeren Sinne nichts gemein.